# Конингэм, Генри, 1-й маркиз Конингэм
Генри Бертон Конингэм, 1-й маркиз Конингэм (англ. Henry Burton Conyngham, 1st Marquess Conyngham; 26 декабря 1766 — 28 декабря 1832) — англо-ирландский дворянин, придворный и политик периода регентства. Он был известен как лорд Конингэм с 1787 по 1789 год, виконт Конингэм с 1789 по 1797 год и граф Конингэм с 1797 по 1815 год. Он служил лордом-стюардом с 1821 по 1830 год.

## Предыстория
Генри Конингэм родился 26 декабря 1766 года в Лондоне, Англия. Старший сын Фрэнсиса Конингэма, 2-го барона Конингэма (ок. 1725—1787), от его жены Элизабет Клементс (1731—1814), дочери ирландского политика Натаниэля Клементса и Ханны Гор. Он был старшим братом-близнецом сэра Фрэнсиса Конингэма (1766—1832) и племянником Уильяма Конингэма (1733—1796).

## Политическая карьера
22 мая 1787 года после смерти своего отца Генри Конингэм унаследовал баронство в возрасте двадцати лет. В мае 1789 года он был избран членом Лондонского общества древностей. 6 декабря 1789 года для него был создан титул 1-го виконта Конингэма из Слейна в графстве Мит (Пэрство Ирландии). Кроме того, 27 декабря 1797 года для него ещё был созданы титулы виконта Маунт-Чарльза из Маунт-Чарльза в графстве Донегал (Пэрство Ирландии), и графа Конингэма из Маунт-Чарльза в графстве Донегол (Пэрство Ирландии). В августе 1800 года он был избран в качестве одного из двадцати восьми ирландских пэров-представителей в Палате лордов Великобритании. В следующем году он был произведен в рыцари Святого Патрика. В 1803 году он был назначен губернатором графства Донегол, должность, которую он занимал до 1831 года, и хранителем рукописей (Custos Rotulorum) графства Клэр в 1808 году, в этой должности он оставался до своей смерти. 15 января 1816 года для него были созданы титулы виконта Слейна в графстве Мит, графа Маунт-Чарльза и маркиза Конингэма в графстве Донегол (Пэрство Ирландии) . В июле 1821 года он был назначен бароном Минстером из Минстер-Эбби в графстве Кент (Пэрство Соединённого королевства). В декабре того же года он был приведен к присяге в Тайный совет Великобритании и назначен лордом-управляющим, должность, которую он занимал до 1830 года. С 1829 года до своей смерти в 1832 году он служил констеблем и губернатором Виндзорского замка.

## Семья

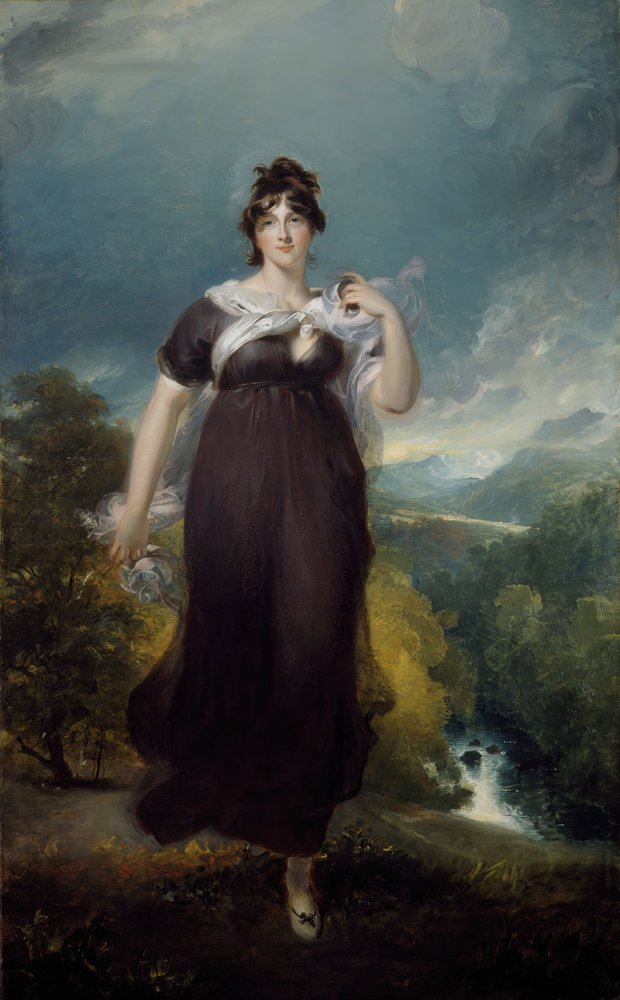
Портрет маркизы Конингэм, 1801 год, автор сэр Томас Лоуренс. Бирмингемский музей и художественная галерея, Бирмингем.

5 июля 1794 года в Лондоне Генри Конингэм женился на Элизабет Денисон (29 марта 1770 — 11 октября 1861), дочери богатого банкира Джозефа Денисона (1726—1806) и Элизабет Батлер. У супругов было трое сыновей и две дочери:
- Генри Фрэнсис Конингэм, граф Маунт-Чарльз[англ.] (6 апреля 1795 — 26 декабря 1824), старший сын, холост и бездетен
- Леди Элизабет Генриетта Конингэм (? — 24 августа 1839), муж с 1826 года Чарльз Гордон, 10-й маркиз Хантли (1792—1863), сын Джорджа Гордона, 9-го маркиза Хантли, и Кэтрин Коуп.
- Леди Мэри Гарриет Конингэм (? — 3 декабря 1843), муж с 1832 года Уильям Мередит Сомервиль, 1-й барон Мередит (1802—1873)
- Генерал сэр Фрэнсис Натаниэль Конингэм, 2-й маркиз Конингэм (11 июня 1797 — 17 июля 1876), второй сын и преемник отца
- Лорд Альберт Конингэм, затем Альберт Денисон Денисон, 1-й барон Ландсборо (21 октября 1805 — 15 января 1860), политик и дипломат, был дважды женат, двенадцать детей. Он унаследовал обширные поместья Денисонов после смерти своего дяди по материнской линии, принял фамилию Денисон и был создан бароном Ландсборо в 1850 году.

Элизабет, маркиза Конингэм, была последней любовницей короля Великобритании Георга IV. Лорд Конингэм скончался на Гамильтон-Плейс, Лондон, в декабре 1832 года, в возрасте 66 лет, и ему наследовал его второй, но старший из оставшихся в живых сыновей, Фрэнсис. Маркиза Конингхэм умерла в Кентербери, графство Кент, в октябре 1861 года.

## Титулатура
- 1-й маркиз Конингэм с 15 января 1816 года
- 1-й граф Конингэм с 27 декабря 1797 года
- 1-й граф Маунт-Чарльз с 15 января 1816 года
- 3-й барон Конингэм из Маунт-Чарльза, графство Донегол с 22 мая 1787 года
- 1-й барон Минстер из Минстер-Эбби, графство Кент с 17 июля 1821 года
- 1-й виконт Маунт-Чарльз с 27 декабря 1797 года
- 1-й виконт Конингэм из Маунт-Чарльза, графство Донегол с 6 декабря 1789 года.
- 1-й виконт Слейн с 15 января 1816 года